# Theodor Hartig
Theodor Hartig (Dillenburg, 21 febbraio 1805 – Braunschweig, 26 marzo 1880) è stato un botanico e zoologo tedesco.

## Biografia
Hartig nacque a Dillenburg. Studiò all'Università Humboldt di Berlino (1824-1827), successivamente divenne docente e professore specializzato in foreste presso l'Università di Berlino (1831-1838) e presso l'Università tecnica di Braunschweig.
Hartig fu il primo a scoprire e nominare nel 1837 delle cellule chiamate Siebfasern.

## Opere
- 1836. Forstliches und forstnaturwissenschaftliches Conversations-Lexicon. Georg Ludwig Hartig and Theodor Hartig
- 1840. Über die Familie der Gallwespen. Zeitschrift für die Entomologie, ed. von E.F. Germar, 2:176–209.
- 1840. Naturgeschichte der Gallwespen. Z. Ent., ed. von E.F. Germar, Band 2, Heft 1, S. 176–209
- 1841. VIII. Erster Nachtrag zur Naturgeschichte der Gallwespen. Z. Ent., ed. von E.F. Germar, Band 3, Heft 2, Seiten: 322–358.
- 1843. X. Zweiter Nachtrag zur Naturgeschichte der Gallwespen. Z. Ent., ed. von E.F. Germar, Vol. 4, H. 2: 395–422. – F. Fleischer, Leipzig.
- 1851. Vergleichende Untersuchungen über den Ertrag der Rotbuche (2nd ed.)
- 1860. Die Aderflügler Deutschlands (2nd ed.)
- 1866. Forstwissenschaftliches Examinatorium den Waldbau betreffend.
- 1877 Luft-, Boden- und Pflanzenkunde in ihrer Anwendung auf Forstwirtschaft und Gartenbau, bearbeitet von Theodor Hartig für alle Freunde und Pfleger der wissenschaftlicher Botanik.
- 1878. Anatomie und physiologie der holzpflanzen. Dargestellt in der entstehungsweise und im entwickelungsverlaufe der einzelzelle, der zellsysteme, der pflanzenglieder und der gesammtpflanze.

In collaborazione con suo padre, Georg Ludwig Hartig, ha pubblicato un'opera intitolata Forstliches und naturwissenschaftliches Konversationslexikon. L'undicesima edizione di Lehrbuch für Förster di suo padre, fu pubblicata nel 1877.

## Famiglia
Era figlio di Georg Ludwig Hartig (1764-1837), un forestiero tedesco. Suo figlio Robert (1839-1901) era uno scienziato e un miologo forestale e descrisse la rete Hartig.